# Passion Richardson
Passion Richardson (* 25. Januar 1975 in Berea, Ohio) ist eine ehemalige US-amerikanische Sprinterin.
1999 gewann sie bei den Panamerikanischen Spielen in Winnipeg Silber in der 4-mal-400-Meter-Staffel.
Bei den Olympischen Spielen 2000 in Sydney wurde sie im Vorlauf der 4-mal-400-Meter-Staffel eingesetzt und trug so zum dritten Platz des US-Teams bei. Der US-Stafette wurde 2008 durch das IOC die Bronzemedaille wegen der Dopingvergehen von Marion Jones aberkannt. Richardson klagte mit zwei weiteren betroffenen Athletinnen gegen diese Entscheidung vor dem Internationalen Sportgerichtshof (CAS), der im Juli 2010 zu ihren Gunsten entschied.

## Persönliche Bestzeiten
- 60 m: 7,20 s, 12. Dezember 1997, Ames, IA 	12 DEC 1997
- 100 m: 11,28 s, 12. Juni 1997, Indianapolis